# ジェファーソン郡 (インディアナ州)

インディアナ州内の位置

ジェファーソン郡（Jefferson County）は、アメリカ合衆国インディアナ州に位置する郡である。人口は33,296人（2025年推計）。郡庁所在地はマディソンである。

## 地理
アメリカ合衆国統計局によると、この郡は総面積940 km2 (363 mi2) である。このうち936 km2 (361 mi2) が陸地で4 km2 (2 mi2) が水地域である。総面積の0.44%が水地域となっている。

### 隣接する郡
- リプリー郡  (北)
- スウィッツァランド郡  (東)
- キャロル郡 (ケンタッキー州)  (南東)
- トリンブル郡 (ケンタッキー州)  (南)
- クラーク郡 (南西)
- スコット郡 (西)
- ジェニングス郡 (北西)

## 人口動静
2000年国勢調査で、この郡は人口31,705人、12,148世帯、及び8,430家族が暮らしている。人口密度は34/km2 (88/mi2) である。14/km2 (37/mi2) の平均的な密度に13,386軒の住居が建っている。この郡の人種的構成は白人96.19%、アフリカン・アメリカン1.45%、先住民0.24%、アジア0.59%、太平洋諸島系0.02%、その他の人種0.39%、及び混血1.12%である。人口の1.05%がヒスパニックまたはラテン系である。
この郡内の住民は24.40%が18歳未満の未成年、18歳以上24歳以下が10.60%、25歳以上44歳以下が28.50%、45歳以上64歳以下が23.40%、及び65歳以上が13.10%にわたっている。中央値年齢は37歳である。女性100人ごとに対して男性は98.10人である。18歳以上の女性100人ごとに対して男性は95.60人である。
この郡の世帯ごとの平均的な収入は38,189米ドルであり、家族ごとの平均的な収入は45,712米ドルである。男性は31,618米ドルに対して女性は22,033米ドルの平均的な収入がある。この郡の一人当たりの収入 (per capita income) は17,412米ドルである。人口の9.60%及び家族の7.60%は貧困線以下である。全人口のうち18歳未満の12.50%及び65歳以上の8.40%は貧困線以下の生活を送っている。

## 都市及び町
- マディソン（郡庁所在地）
- ハノーバー
- Brooksburg
- Dupont